# Valladolid Challenger 2004
Il Valladolid Challenger 2004 è stato un torneo di tennis facente parte della categoria ATP Challenger Series nell'ambito dell'ATP Challenger Series 2004. Il torneo si è giocato a Valladolid in Spagna dal 19 al 25 luglio 2004 su campi in cemento.

## Vincitori

### Singolare
Nicolas Mahut ha battuto in finale  Jean-Michel Péquery che si è ritirato sul punteggio di 6–3, 3–6, 6–5.

### Doppio
Jean-François Bachelot /  Nicolas Mahut hanno battuto in finale  Aisam-ul-Haq Qureshi /  Michael Ryderstedt con il punteggio di 6–3, 6–4